# 스키탈리나 케르달레
스키탈리나 케르달레(Scytalina cerdale)는 페르카목에 속하는 조기어류 물고기의 일종이다. 스키탈리나과(Scytalinidae)와 스키탈리나속(Scytalina)의 유일종이다. 머리가 뱀을 닮은 작은 물고기이다. 베링해와 캘리포니아주 중부 사이의 연안 해역에서 발견된다.